# Mikołaj Gołąbek Leśniowski (zm. 1563)
Mikołaj Gołąbek Leśniowski herbu Gryf (zm. w 1563 roku) – chorąży halicki w latach 1556–1561, sędzia ziemski lwowski w latach 1539–1551, sędzia grodzki lwowski w latach 1537–1551, podsędek lwowski w latach 1533–1538.
Poseł województwa ruskiego na sejm krakowski 1540 roku, sejm 1553 roku.